# Polystigma fulvum
Polystigma fulvum és una espècie de fong ascomicot de l'ordre dels xilarials (Xylariales). És un fitopatogen temible en la cultura d'ametllers. Ataca principalment les fulles, a les quals causa l'anomenada taca ocre.
Les condicions meteorològiques que afavoreixen la seva proliferació són les temperatures suaus i les humitats durant la primavera. El fong es reprodueix per ascòspores.
L'anamorf de Poystigma fulvum és Polystigma pallescens.